# Rötelbach (Donau)
Der Rötelbach entspringt in einer Senke zwischen den Ulmer Ortsteilen Eggingen und Einsingen. Er durchfließt den Ortsteil Einsingen und bildet nach Unterquerung der B 311 den südwestlichen Rand des Industriegebietes Ulm-Donautal. Dann biegt er nach links (nordost) ab, durchfließt das Industriegebiet und mündet ca. 200 m oberhalb der Iller von links in die Donau.
Der ursprüngliche Name des Rötelbachs war Rotenbach (1686) oder Rottenbach (1750).